# إدسون فرناندو دا سيلفا غوميز
إدسون فرناندو دا سيلفا غوميز هو لاعب كرة قدم برازيلي، ولد في 24 أبريل 1998.

## وصلات خارجية
- إدسون فرناندو دا سيلفا غوميز على موقع قاعدة بيانات كرة القدم.إي يو (الإنجليزية)
- إدسون فرناندو دا سيلفا غوميز على موقع Soccerway.com (الإنجليزية)